# Nederländernas Grand Prix 1985
Nederländernas Grand Prix 1985 var det elfte av 16 lopp ingående i formel 1-VM 1985. Detta var det sista F1-loppet som kördes i Nederländerna.

## Resultat
1. Niki Lauda, McLaren-TAG, 9 poäng
2. Alain Prost, McLaren-TAG, 6
3. Ayrton Senna, Lotus-Renault, 4
4. Michele Alboreto, Ferrari, 3
5. Elio de Angelis, Lotus-Renault, 2
6. Nigel Mansell, Williams-Honda, 1
7. Martin Brundle, Tyrrell-Renault
8. Nelson Piquet, Brabham-BMW
9. Gerhard Berger, Arrows-BMW
10. Marc Surer, Brabham-BMW (varv 65, avgassystem)

### Förare som bröt loppet
- Huub Rothengatter, Osella-Alfa Romeo (varv 56, för få varv)
- Thierry Boutsen, Arrows-BMW (54, upphängning)
- Philippe Alliot, RAM-Hart (52, motor)
- Stefan Bellof, Tyrrell-Renault (39, motor)
- Derek Warwick, Renault (27, växellåda)
- Andrea de Cesaris, Ligier-Renault (25, turbo)
- Patrick Tambay, Renault (22, transmission)
- Keke Rosberg, Williams-Honda (20, motor)
- Teo Fabi, Toleman-Hart (18, hjullager)
- Jacques Laffite, Ligier-Renault (17, elsystem)
- Jonathan Palmer, Zakspeed (13, oljetryck)
- Piercarlo Ghinzani, Toleman-Hart (12, motor)
- Stefan "Lill-Lövis" Johansson, Ferrari (9, motor)
- Pierluigi Martini, Minardi-Motori Moderni (1, olycka)
- Eddie Cheever, Alfa Romeo (1, turbo)
- Riccardo Patrese, Alfa Romeo (1, turbo)

### Förare som ej kvalificerade sig
- Kenny Acheson, RAM-Hart